# Jonas Grüter
Jonas Grüter (* 1. Februar 1986 in Frankfurt am Main) ist ein deutscher Fußballspieler, der in der Saison 2012/13 beim 1. FC Eschborn unter Vertrag steht und in der Innenverteidigung spielt.

## Karriere
In der Jugend landete Grüter nach der SG Bornheim und dem FSV Frankfurt bei Eintracht Frankfurt, wo er bis zur zweiten Mannschaft aufrückte und mit ihr in der Oberliga Hessen spielte. 2007 erfolgte dann der Wechsel zur U-23 des SV Wehen Wiesbaden, ehe Grüter 2009 zum FC Bayern Alzenau wechselte. 2009/10 erlebte Grüter in der Regionalliga Süd eine desolate Saison, an dessen Ende der Abstieg der Alzenauer besiegelt war.
Obwohl Grüter mit dem FC Bayern Alzenau abgestiegen war, wechselte er zum SV Darmstadt 98 und war zur leichten Verwunderung einer der Garanten in der Verteidigung der Lilien in der Saison 2010/11, an dessen Ende der Aufstieg in die 3. Liga gelang. In der dritthöchsten Spielklasse war Jonas Grüter im vereinsinternen Konkurrenzkampf zunächst unterlegen, konnte aber am 27. August 2011 sein erstes Drittligaspiel für Darmstadt absolvieren, als der ansonsten gesetzte Innenverteidiger Andreas Gaebler rotgesperrt nicht zum Einsatz kommen konnte.
In der Winterpause 2011/12 in der 3. Liga wurde Grüter von Trainer Kosta Runjaic aussortiert. Da Grüter jedoch keinen neuen Verein fand, wurde er heruntergestuft und soll in der Rückrunde 2011/12 der in der Verbandsliga beheimateten 2. Mannschaft helfen. Zur Saison 2012/13 wechselte er zum Regionalligisten 1. FC Eschborn. Ab der Saison 2016/17 steht Grüter beim FV Bad Vilbel (Verbandsliga Süd) unter Vertrag.